# Sancus

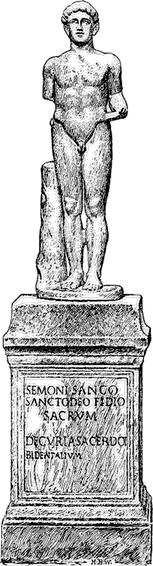
Ilustración de una estatua de Sancus encontrada en el santuario de las Sabinas en el Quirinal, cerca de la moderna iglesia de S. Silvestre.

En la mitología romana, Sancus o Sanco (también conocido como Sangus o Semo Sancus) era el dios de la lealtad, la honestidad y el juramento. Se consideraba que habían sido los sabinos los que habían instaurado el culto a esta divinidad. 

## Juramentos
Sancus era el dios que protegía los juramentos matrimoniales, la hospitalidad, la ley el comercio y los contratos en particular. Algunas formas de juramento se usaban en su nombre y honor en el momento de firmar contratos y otros actos civiles importantes. Ciertas palabras como «santidad» y «sanción» —para el caso del incumplimiento de pactos—, derivan etimológicamente del nombre de este dios, cuyo nombre está conectado con sancire 'santificar' (de ahí sanctus 'santificado').

## Simón el Mago
Justino Mártir registra que Simón el Mago, el padre del gnosticismo según Ireneo de Lyon, realizó tales milagros mediante actos mágicos durante el reinado de Claudio, que fue considerado como un dios y honrado con una estatua en la isla del Tíber que cruzan los dos puentes, con la inscripción «Simoni Deo Sancto», «A Simón el Dios Santo». Sin embargo, en 1574, la estatua de Semo Sancus fue desenterrada en la isla en cuestión, lo que llevó a la mayoría de los eruditos a creer que Justino confundió a Semoni Sanco con Simón el Mago.

## referencias
1. ↑  Ovidio, Fastos VI, 213.
2. ↑  Dionisio de Halicarnaso, Historia antigua de Roma II, 49.
3. ↑  Justino Mártir, Primera apología XXVI, en Padres antenicenos, de Philip Schaff (en inglés).